# Palacio de Drottningholm
El palacio de Drottningholm es uno de los palacios reales de Suecia, residencia de la familia real. Forma parte de la lista de sitios Patrimonio de la Humanidad de la Unesco.
Se localiza en la localidad de Drottningholm, en la isla de Lovön (municipio de Ekerö, provincia de Estocolmo). Construido originalmente a finales del siglo XVI, es un destino turístico muy popular.

## Historia

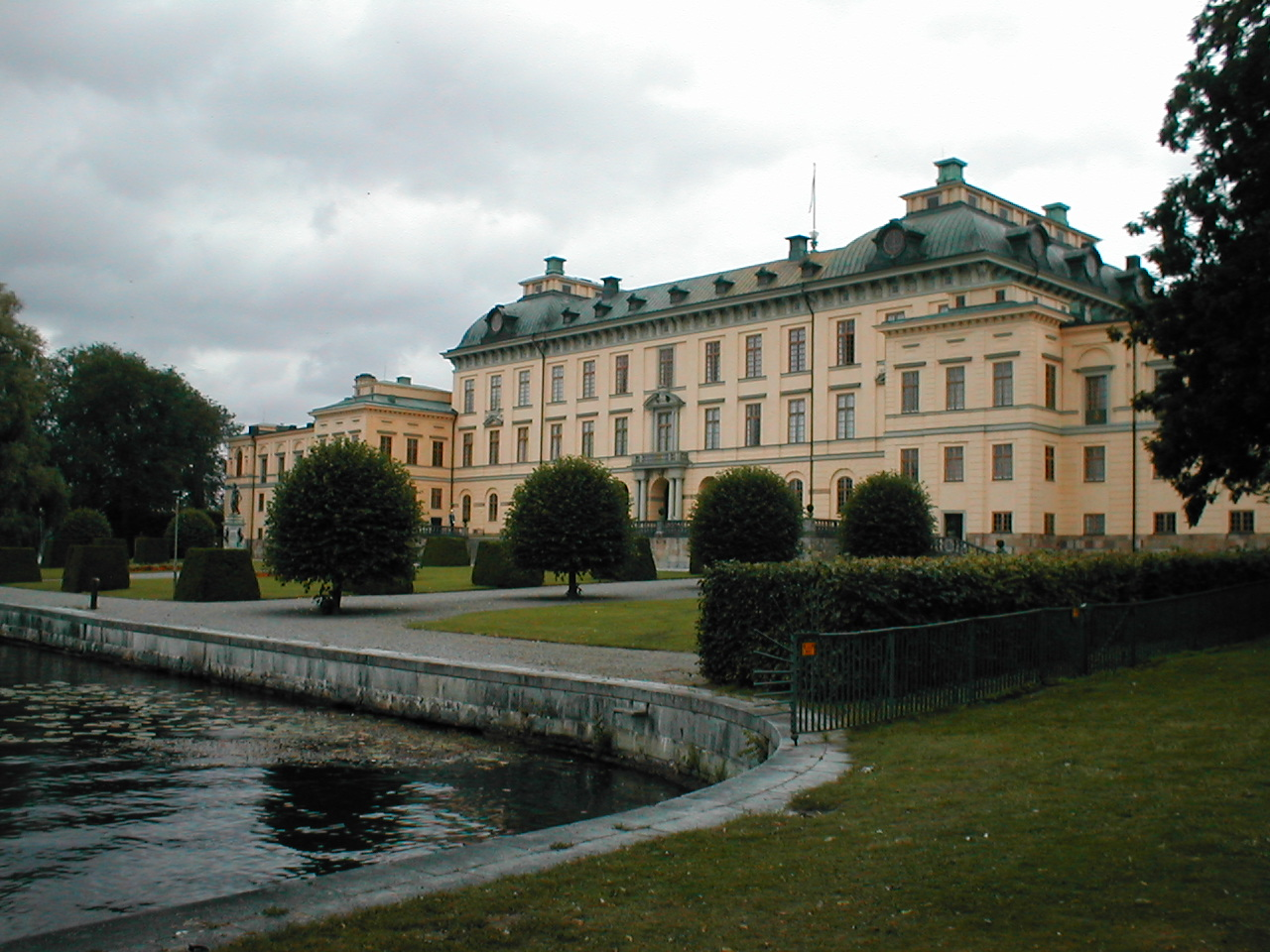

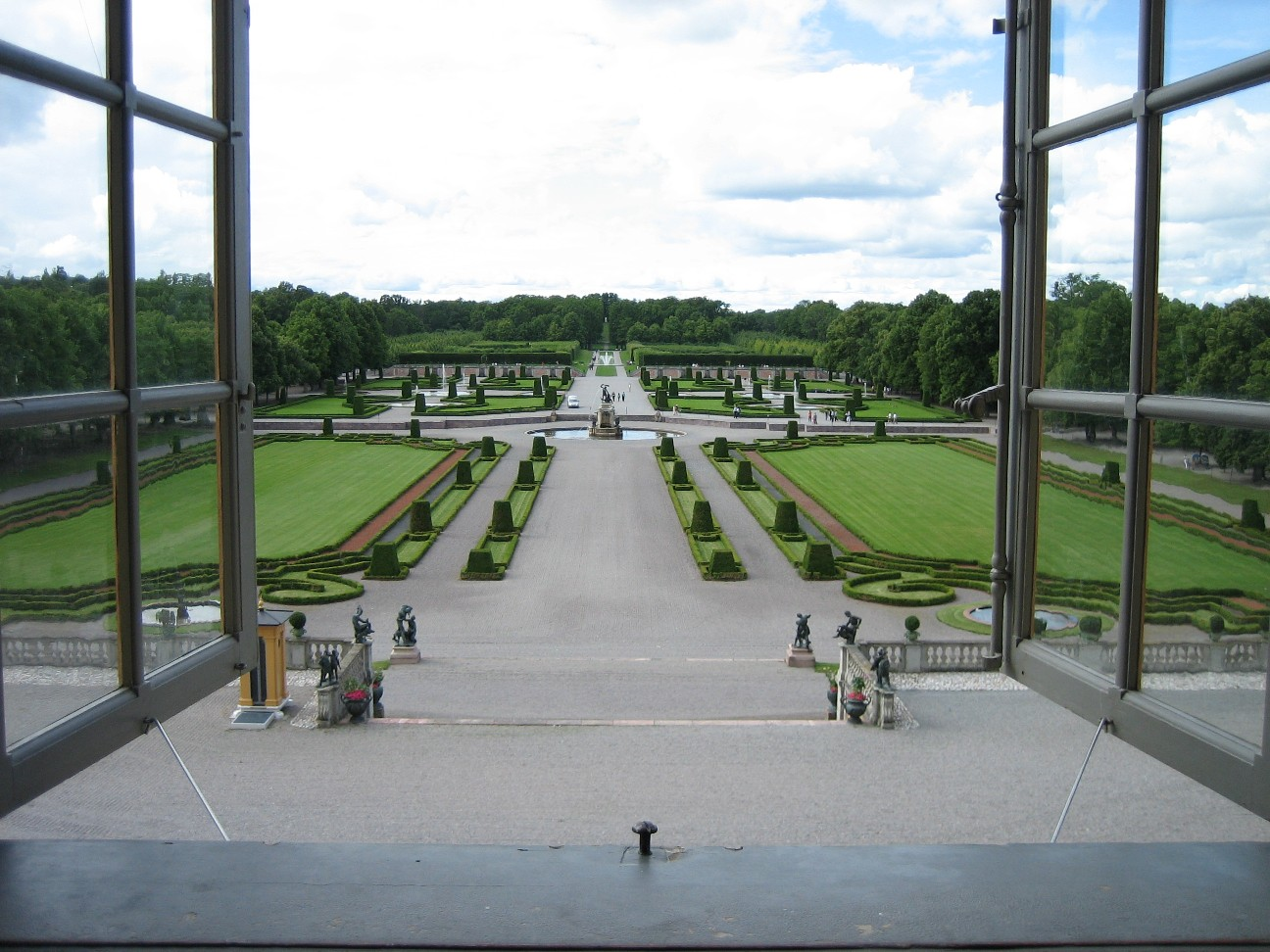
Vista del jardín barroco, desde el palacio.

El palacio toma su nombre en 1580, durante el reinado de Juan III de Suecia. El rey había decidido construir un palacio para su esposa la reina Catalina Jagellón. Drottningholm significa literalmente Islote de la reina.
En 1661 el palacio pasó a manos de la reina Eduviges Leonor, y se incendió el 30 de diciembre del mismo año. La reina entonces encargó su reconstrucción al arquitecto Nicodemus Tessin el Viejo, quien no pudo concluir la obra, dejándola a su hijo Nicodemus Tessin el Joven. Eduviges Leonor tomaba parte en el gobierno de la regencia del reino a causa de la minoría de edad de su hijo Carlos XI y planeó un edificio fastuoso acorde con el papel de gran potencia que había adquirido Suecia en Europa tras la Paz de Westfalia. La obra de los Tessin estaba influida principalmente por el neoclasicismo de Francia y los Países Bajos.
El palacio fue obsequiado en 1744 a la entonces princesa Luisa Ulrica como regalo de bodas. Durante el tiempo de Luisa Ulrica, el interior del palacio fue remodelado y transformado a un estilo rococó francés. En 1762 se incendió el teatro del palacio, relativamente modesto, y la reina Luisa Ulrica decidió construir uno nuevo de gran fastuosidad. Conservado en perfecto estado, actualmente es una de las joyas del teatro barroco donde se realizan representaciones con la maquinaria escénica original —véase Teatro de Drottningholm—. Así mismo se construyó una ala para contener la biblioteca y una galería de retratos. La reina vendió Drottningholm al Estado sueco en 1777.
Por mucho tiempo, el palacio permaneció en un relativo abandono y el deterioro fue patente durante el siglo XIX. Entre 1907 y 1911 se realizó una restauración significativa, que comprendió electricidad, drenaje, red de agua y calefacción. A partir de 1977 se comenzó otra restauración artística del palacio, que ha concluido en 2002.
Desde 1981, el Palacio de Drottningholm es una de las residencias oficiales de la familia real sueca. Se encuentra en la lista de la Unesco como Patrimonio de la Humanidad desde 1991. El parque está abierto al público.

## El teatro
El teatro de Drottningholm es una de las joyas teatrales del mundo donde se realiza el festival de ópera homónimo en verano con preferencia de óperas barrocas y de Haydn, Händel, Gluck y Mozart, con énfasis en representaciones informadas históricamente o de periodo. 
La sala para 400 espectadores fue diseñada en estilo barroco en 1664-1703 por los arquitectos Nicodemus Tessin, el viejo y el joven, inaugurándose en 1766. 

## La iglesia

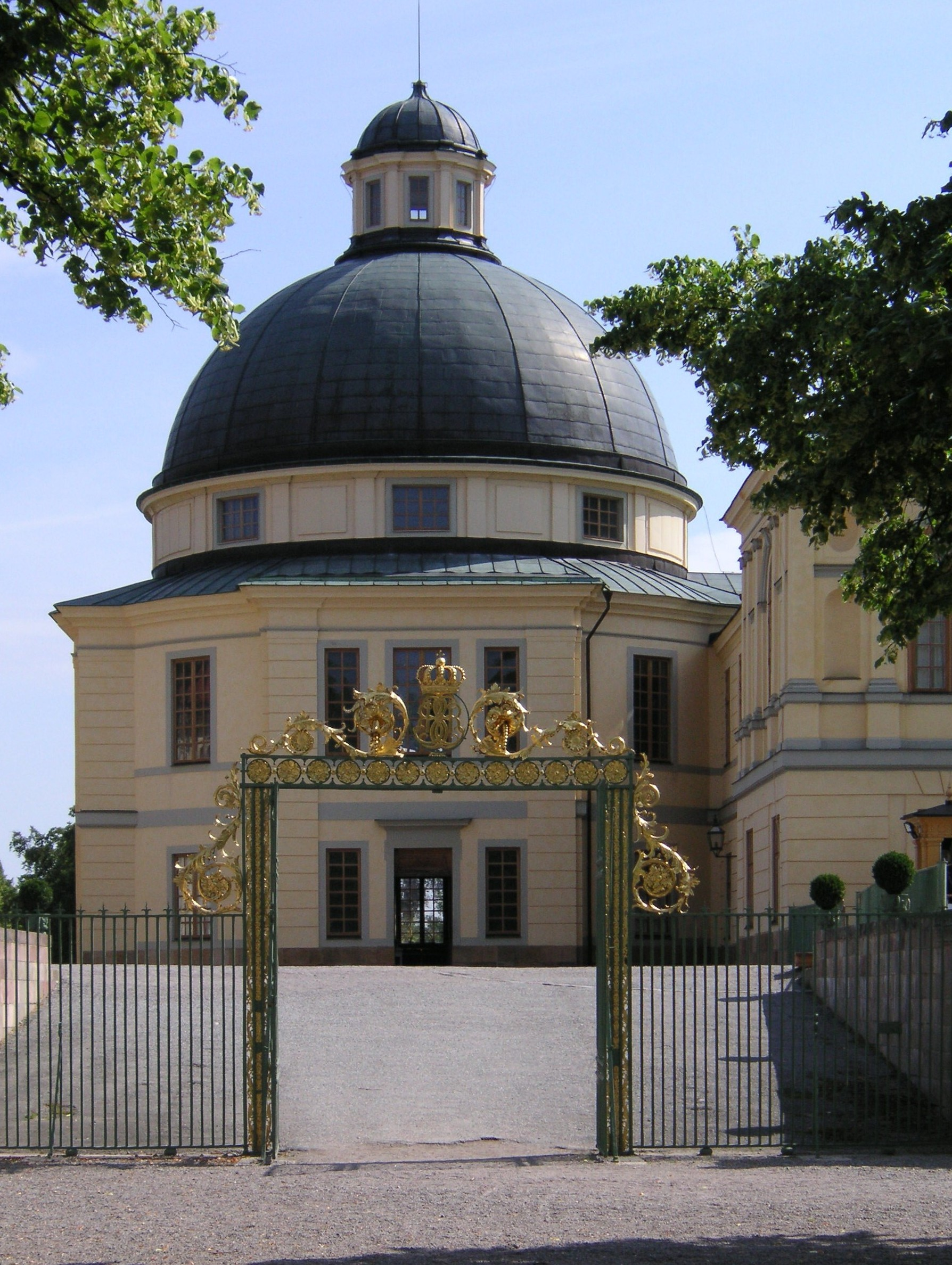
La iglesia del palacio.

El diseño de la iglesia del palacio corrió a cargo de Nicodemus Tessin y sería completado por su hijo Nicodemus Tessin el Joven en mayo de 1746. Existe en su interior un órgano de 1730 aún en funcionamiento. Destacan también los tapices de tiempos de Gustavo V. En la actualidad es utilizada por la gente del municipio de Lovön, quienes acuden al culto el último domingo de cada mes.

## Los jardines

### El jardín barroco
El trazo más antiguo de los jardines fue creado a finales del siglo XVI por la reina Eduviges Leonor. Los Tessin proyectaron avenidas que condujeran a la entrada principal del palacio, rodeadas por árboles. Las estatuas de bronce que adornan las avenidas fueron diseñadas por el artista renacentista Adrien De Vries. El jardín experimentó la decadencia del palacio durante el siglo XIX, pero fue remozado por iniciativa del rey Gustavo VI Adolfo.

### Eljardín inglés

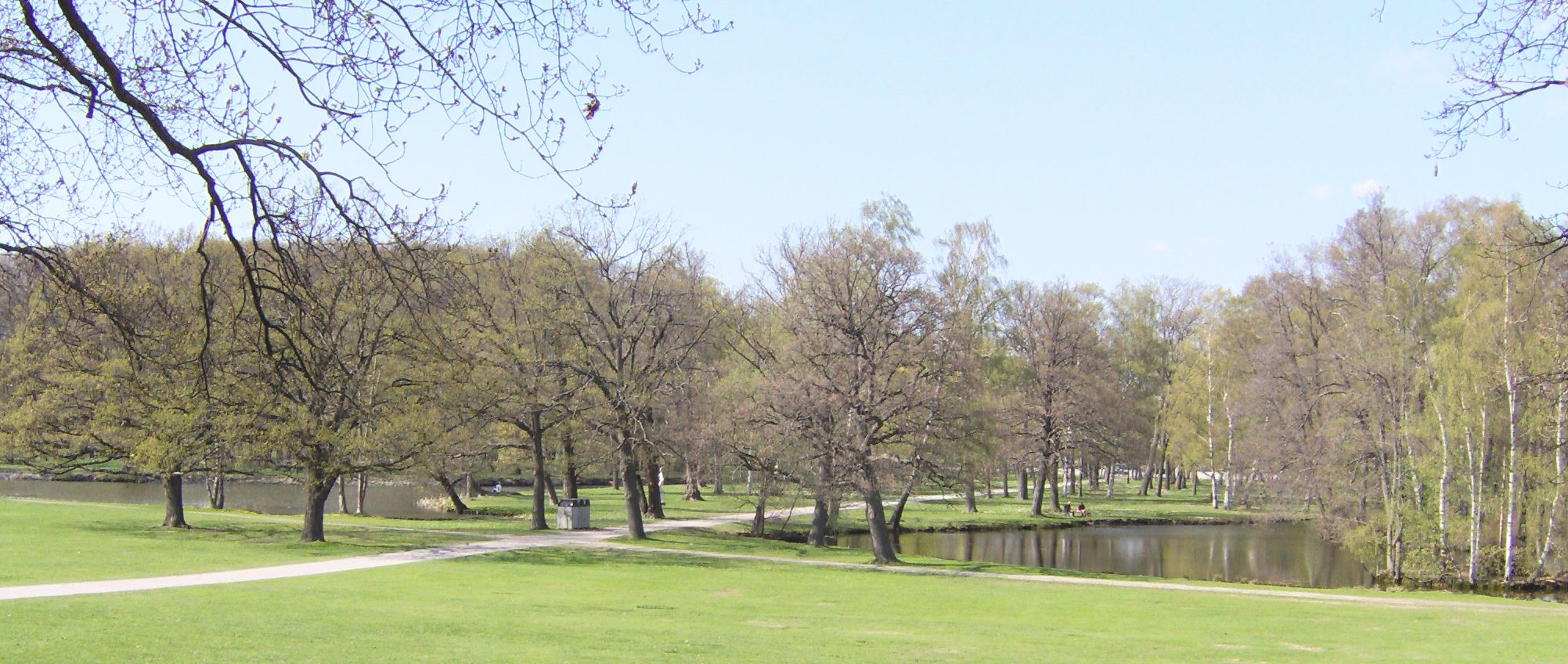
Jardín inglés.

Debe su origen al rey Gustavo III. Localizado al norte del jardín barroco, consiste en amplias áreas de césped, junto con árboles distribuidos en avenidas, dos estanques con canales y puentes que los cruzan. Las estatuas del jardín son en su mayoría antiguas piezas de mármol traídas desde Italia por el propio Gustavo III y se hallan en cierto modo escondidas entre los árboles, una disposición que tiene el fin de sorprender al caminante.

## El Pabellón chino

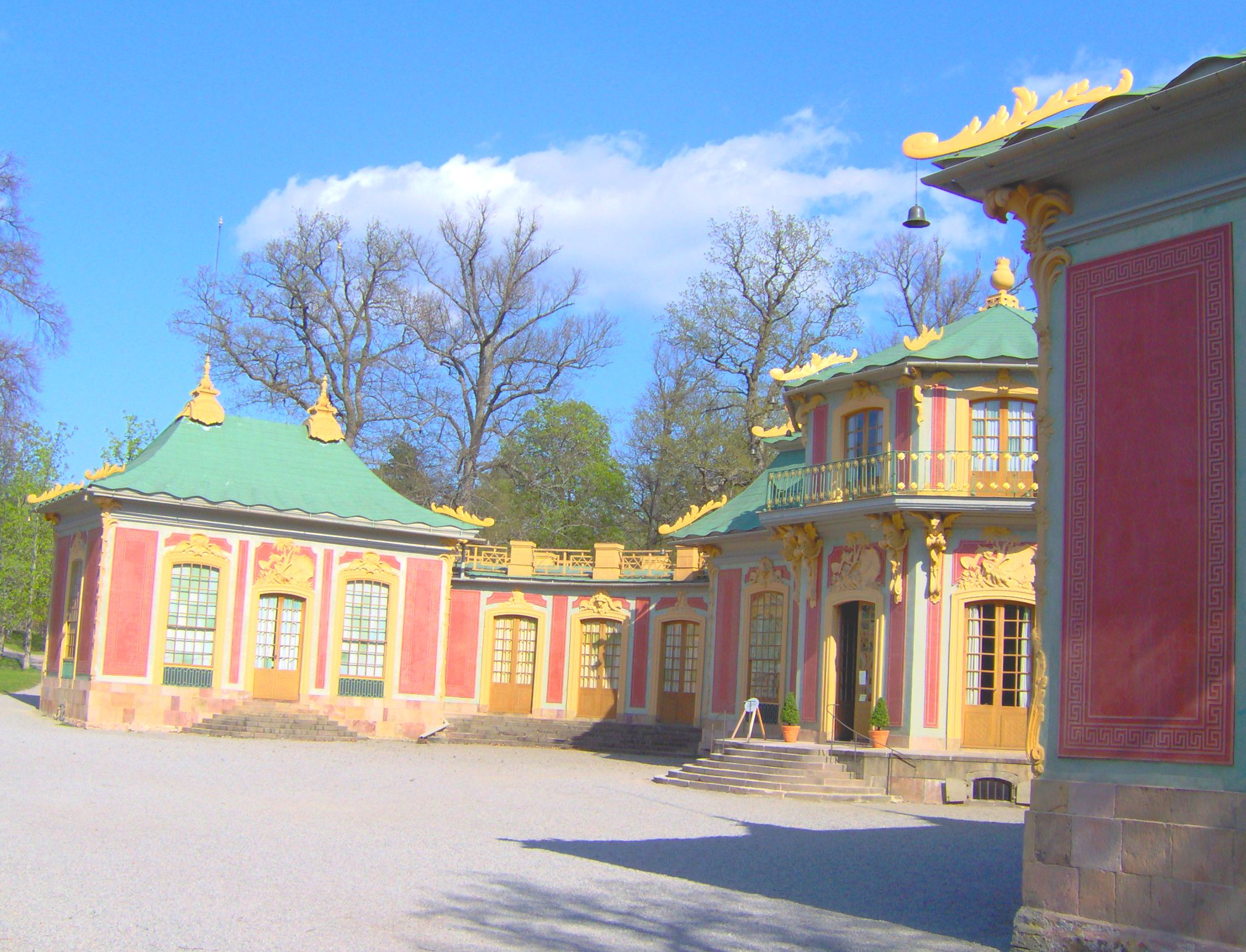
Pabellón chino.

Dentro de los límites del parque existe otro palacio de dimensiones más pequeñas, satélite del Palacio de Drottningholm. Su construcción fue encargada por la reina Luisa Ulrica a partir de 1769. De estilo rococó francés, incorpora decoración basada en el arte chino. Su apariencia exótica responde a una moda artística del siglo XVIII.  